# Regina Bendix
Pour les articles homonymes, voir Bendix.
 (novembre 2017).
Regina Bendix (née le 31 mai 1958 à Brugg, Suisse) est professeure d'ethnologie européenne à l'université de Göttingen, en Allemagne.
Elle travaille dans les domaines du folklore et de l'histoire du folklore, de l'ethnologie et de l'anthropologie culturelle. Elle s'intéresse à l'économie, la politique et la culture et en particulier aux questions liées au tourisme et aux discours culturels. Elle étudie également la communication et la narration, les rituels, les coutumes et le théâtre ainsi que l'expression culturelle du sens culinaire.

## Biographie
Regina Bendix obtient sa maturité gymnasiale en 1978 à l'école cantonale de Aarau. Elle entame ensuite des études universitaires en folklore, linguistique et ethnologie à l'université de Zurich. En 1980, elle émigre aux États-Unis. Elle poursuit ses études avec un bachelor en folklore, obtenu à l'université de Californie à Berkeley en 1982. Elle s'inscrit ensuite à l'université de l'Indiana à Bloomington, où elle termine un master en folklore en 1984, puis effectue un doctorat en folklore, avec matières secondaire en germanistique et anthropologie culturelle, soutenu en 1987. Entre 1983 et 1985, elle est également assistante et conférencière dans cette même université.
Après sa thèse, elle devient professeure assistante invitée au collège Lewis et Clark de Portland (Oregon) ainsi qu'à l'université de Californie à Berkeley. Elle obtient une bourse du Fonds national suisse et poursuit avec une bourse Guggenheim d'études et de recherche à l'institut d'étude avancée de Princeton (New Jersey).
Elle obtient le poste de professeure assistante en folklore à l'université de Pennsylvanie à Philadelphie, de 1993 à 1999. Jusqu'à 2001, elle y occupe la place de professeure associée de folklore et d'anthropologie et obtient une chaire de folklore. Pendant cette période, elle est professeure invitée en anthropologie culturelle et ethnologie européenne à l'Université de Vienne et obtient une nouvelle bourse de recherche de la Fondation nationale pour les sciences humaines, une agence fédérale indépendante des États-Unis dédiée au soutien financier aux sciences humaines.
En 2001, elle retourne en Europe pour prendre la chaire de folklore de l'université de Göttingen. À partir de 2008, elle occupe le poste de directrice du centre de théorie et de méthodologie des études culturelles de cette même université. Entre 2011 et 2012, elle profite d'une année sabbatique dans le cadre du programme d'excellence Brain Sustain de l'Université de Göttingen.
Elle est alors élue présidente de la Société internationale d'ethnologie et de folklore (en) (jusqu'à 2008), de la Commission de recherche sur les femmes et le genre ainsi que de la Commission Ethnologique de Basse-Saxe. Elle est également élue au Conseil consultatif international de l'Institut Meertens, à l'Académie royale néerlandaise des arts et des sciences.

## Carrière actuelle
Regina Bendix est actuellement professeure à l'université de Göttingen, en Allemagne. Elle travaille actuellement sur plusieurs projets de recherche, essentiellement dans le domaine de l'anthropologie des techniques et du patrimoine culturel immatériel.
Depuis 2016, elle s'intéresse aux connaissances liées au cheval et étudie les savoir-faire des éleveurs et éleveuses de Basse-Saxe, entre les intérêts culturels et économiques.
Dès 2015, elle se penche sur la question des Objets des experts et la matérialisation de l'expérience artisanale entre tradition et innovation, dans le cadre d'un projet de recherche transdisciplinaire du ministère fédéral de l'Éducation et de la Recherche sur le thème du « langage des objets - la culture matérielle dans le contexte des développements sociaux ».
Dans le cadre d'un sous-projet de la Fondation allemande pour la recherche sur la question de « l'esthétique et de la pratique de la sérialité populaire », elle s'intéresse à l'intégration quotidienne et au positionnement social des magazines et des séries télévisées ainsi qu'à la culture de travail dans la télévision de divertissement allemande contemporaine.
Entre 2008 et 2011, Regina Bendix s'est également interrogée sur la constitution de biens culturels aux travers des acteurs et actrices, des discours, des contextes et des normes. Elle a étudié en particulier les modes de communication et de prises de décision liés aux biens culturels au sein de l'Organisation mondiale de la propriété intellectuelle.

## Nominations
En 2002, elle est élue parmi les Folklore Fellows (de) de l'Académie finlandaise des sciences.
En 2005, est nommée membre honoraire de la société ethnographique hongroise.

## Publications
De 2003 à 2009, elle coédite l'Ethnologia Europaea (de), revue officielle de la Société Internationale d'Ethnologie et de Folklore, publiée au Danemark,.

## Autres travaux
Regina Bendix a participé au montage vidéo du film documentaire Musical und Märchenstunde, sorti en 2005.